# 嘉義縣義竹鄉義竹國民小學
23°20′09″N 120°14′45″E / 23.335819°N 120.245708°E
嘉義縣義竹鄉義竹國民小學（簡稱義竹國小）為位於嘉義縣義竹鄉的國民小學，其最初為日治時期1915年創立公學校分校，設立至今已超過百年。

## 校史
義竹地區的國小學區原屬鹽水港公學校（今鹽水國小），由於就學交通不便，鹽水港區長鄭朝楹、舊營區長陳賜、東後藔區長翁清江在1914年12月向嘉義廳請願設立公學校分校。因此在1915年3月31日，「鹽水港公學校義竹圍分校」設立，學校最初以當地的廟宇（今仁里村祖厝）為臨時校舍，並在同年4月21日開始授課，初設兩個班級，修業年限四年；同年11月20日，義竹圍分校遷到現址的新校舍（臺南州東石郡義竹庄義竹558番地）上課。1919年3月28日，修業年限從四年調整為六年，並獨立為「義竹圍公學校」。1921年4月27日，校名改為「義竹公學校」，並設置過路子分教場（今過路國小）。在1937年的學生數約有600多人。1941年4月，改制為「義竹國民學校」，當時地址為臺南州東石郡義竹庄558番地。1943年3月，設置高等科。1944年4月，設置「安溪寮分教場」（今南興國小東華分校）。
二戰後，學校於1946年2月改為「義竹鄕第一國民學校」，於1947年2月改為「義竹國民學校」。1951年9月，設立五厝分班（後來的信義國小，2006年廢校）。1954年9月，設立頭竹分校（2021年廢校）、埤前分校（2016年廢校）。1968年8月，因九年國民教育實施而改為「義竹國民小學」。

## 校友
- 王榮文
- 翁素蕙
- 翁岳生
- 翁啟惠[6]